# Schneidlingen
Schneidlingen is een plaats en voormalige gemeente in de Duitse deelstaat Saksen-Anhalt, en maakt deel uit van de Landkreis Salzlandkreis.
Schneidlingen telt 1.300 inwoners.